# Chronic Wasting Disease

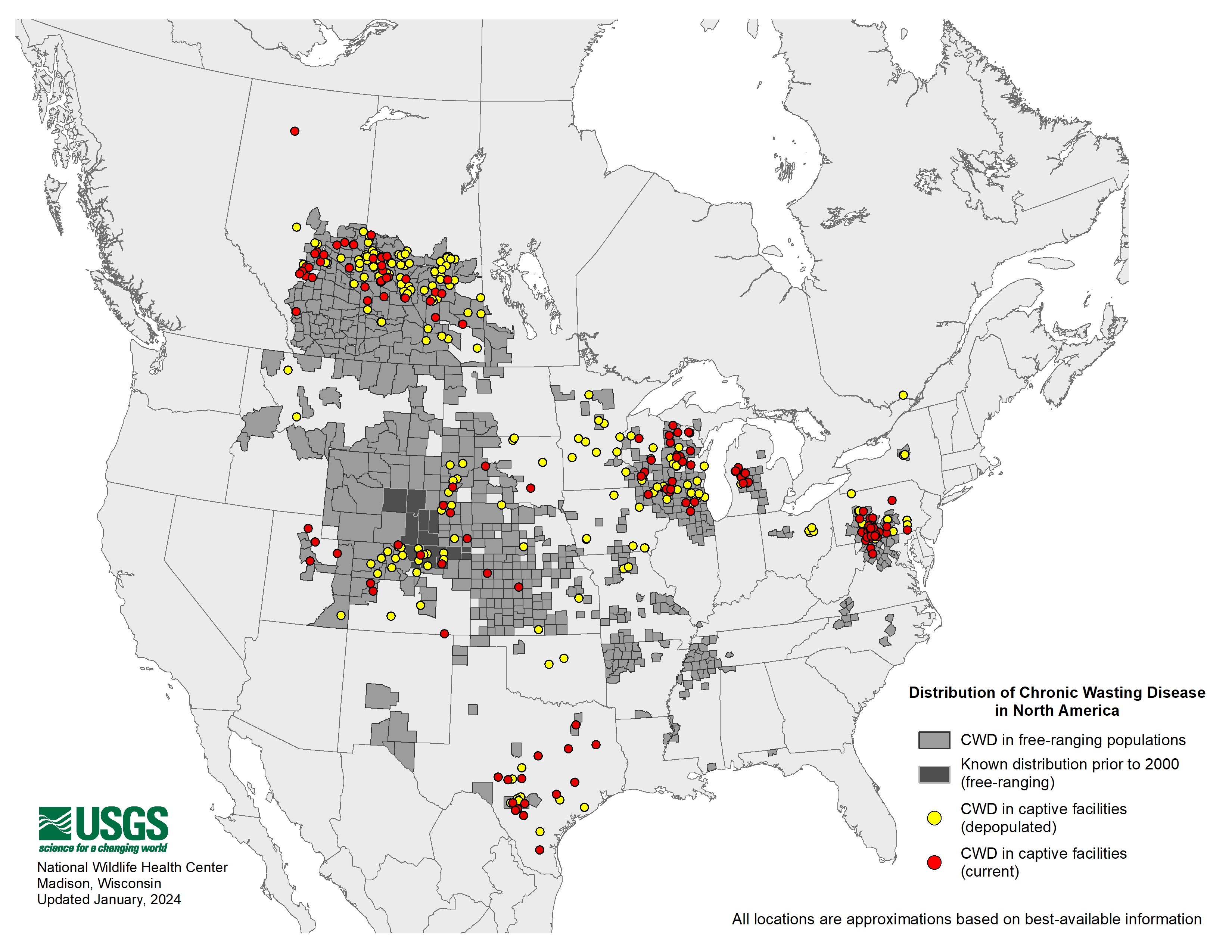
Verbreitung der Chronic Wasting Disease 2024

Die Chronic Wasting Disease (CWD; deutsch wörtlich Chronische Auszehrungskrankheit), umgangssprachlich auch „Zombie-Hirsch-Krankheit“ bezeichnet, ist eine ansteckende Erkrankung des zentralen Nervensystems bei Hirschen, die zu den Prionkrankheiten gerechnet wird. Sie ähnelt der Bovinen spongiformen Enzephalopathie (BSE) des Rindes und der Creutzfeldt-Jakob-Krankheit beim Menschen. Sie verläuft in allen Fällen tödlich.
Die ersten Fälle wurden in den 1960er-Jahren im US-Bundesstaat Colorado beschrieben. Die Erkrankung ist in weiten Teilen Nordamerikas bei verschiedenen Arten endemisch. Die Erkrankung wurde auch in heimischen Tieren in Nordeuropa nachgewiesen. In Südkorea wurde die Erkrankung bei importierten Tieren nachgewiesen. Bei gefangenen Populationen werden Ausbrüche mit einer sehr hohen Durchseuchungsrate beobachtet.
Eine Übertragung auf den Menschen ist nicht nachgewiesen. In Endemiegebieten sind dennoch Hygienemaßnahmen im Umgang mit Tieren empfohlen.

## Geschichte
CWD wurde erstmals in den 60er-Jahren bei in Gefangenschaft lebenden Tieren einer Forschungseinrichtung im US-Bundesstaat Colorado festgestellt. Der erste Nachweis in wild lebenden Tieren erfolgte 1981. In den 1990ern waren erkrankte Tiere aus dem nördlichen Colorado und dem südlichen Teil des US-Bundesstaats Wyoming gemeldet worden.
Zum Stand April 2024 sind in 33-US-Bundesstaaten und fünf Provinzen Kanadas Tiere mit CWD gemeldet worden.

## Verbreitung
Chronic Wasting Disease kommt im westlichen Teil Nordamerikas natürlich vor. Sie befällt wild lebende Maultierhirsche, Weißwedelhirsche und Wapitis in Wyoming, Colorado, Nebraska, South Dakota und Wisconsin. Bei in Gefangenschaft lebenden Hirschherden wurde die Krankheit auch in anderen westlichen Staaten der USA sowie im westlichen Kanada festgestellt.
Der erste bekannte europäische Fall war ein Rentier aus der Nordfjella-Population in Südnorwegen, bei der der Erreger 2016 nachgewiesen wurde. In der Herde wurden noch weitere 19 infizierte Tiere nachgewiesen. 2020 zeigte sich ein Ausbruch im von Nordfjella weit entfernten Nationalpark Hardangervidda. Durch Überwachungsmaßnahmen in Teilen der EU konnten in Schweden und Finnland einzelne Elche und ein Rothirsch mit einer Prionerkrankung nachgewiesen werden. Diese entsprechen jedoch nicht der CWD aus Nordamerika, sondern sporadischen Fällen.
2001 wurden in Südkorea aus den USA eingeführte, infizierte Wapitis festgestellt.
In befallenen Herden in Gefangenschaft werden Ausbrüche mit über 90 % kranker Tiere beobachtet, in freier Wildbahn werden in Endemiegebieten Prävalenzen von über 10 % Prozent gefunden.

## Krankheitsentstehung
Wie bei den anderen übertragbaren, schwammartigen Gehirnerkrankungen handelt es sich beim Erreger um ein abnorm gefaltetes Prion. Das pathologische Prion PrPSc führt dabei zur Fehlfaltung des normalerweise vorkommenden zellulären Prionproteins (PrPSc) in die krankhafte Version und lagert sich massiv im Nervengewebe ab.
Die CWD ist eine hoch ansteckende Tierseuche. Das auslösende Prion wird durch Blut, Urin, Kot, Lymphe, Speichel sowie Samen übertragen. Noch krankheitsfreie Tiere scheiden das Prion bereits in der Inkubationszeit bis zu 34 Monate aus. Durch seine hohe Umweltstabilität kann das Prion außerhalb des Tierkörpers jahrzehntelang infektiös bleiben.
Die Aufnahme des Prions erfolgt durch Einatmen oder Schlucken. Die Prionen überwinden dann die Schleimhautbarriere und gehen in die regionalen Lymphknoten über. Über mehrere Wochen erfolgt dann eine Anreicherung der Prionen in systemischen lymphatischen Geweben. Danach erfolgt der Übergang des Erregers in periphere Nervenfasern und von dort schließlich in das zentrale Nervensystem. Die Inkubationszeit beträgt typischerweise rund 1-2 Jahre und variiert mit der genetischen Empfindlichkeit für die Erkrankung durch Polymorphismen des Gens für das zelluläre Prionprotein.

## Krankheitszeichen
Die Tiere erkranken meist im Alter von zwei bis sieben Jahren. Männliche Tiere sind häufiger betroffen. Die Symptome der Erkrankung ähneln anderen übertragbaren, schwammartigen Gehirnerkrankungen. Sie führt zu Auffälligkeiten des Nervensystems, Verhaltensstörungen und einem gestörten Gangbild.
Die erkrankten Tiere werden apathisch, sondern sich von der Herde ab und verlieren die Scheu vor dem Menschen. Oft ist das Gangbild verändert und es zeigt sich eine Ataxie und Störungen des Muskeltonus. Weitere Symptome sind übermäßiger Speichelfluss, erhöhte Trinkmenge und vermehrtes Harnlassen. Die namensgebende Erscheinung der Erkrankung ist die rapide Gewichtsabnahme bei erhaltenem Hunger der Tiere.
Sekundär kann es aufgrund der Schäden am Nervensystem auch zu einer Aspirationspneumonie kommen, da die Krankheit den Schluckvorgang stört. Der Verlauf der Erkrankung bis zum Tod des Tieres dauert rund vier Monate.

## Diagnose

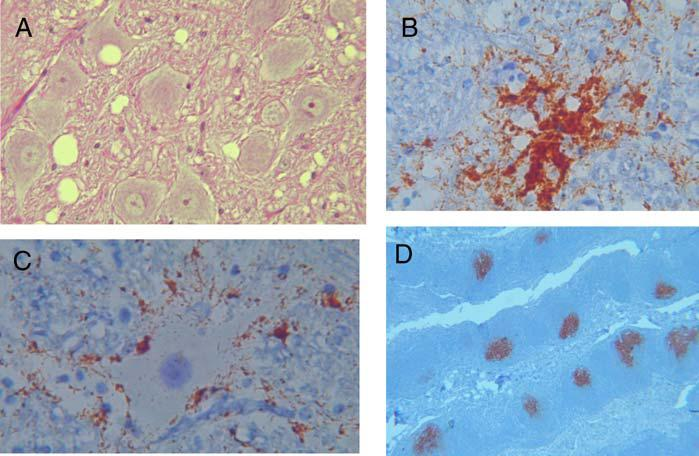
Histopathologische Veränderungen bei CWD. A: Spongiforme Veränderung der Wurzel des N. vagus im verlängerten Mark. B: Immunologische Färbung von PrP, umgeben von Vakuolen. C: Abnormale PrP-Ablagerungen. D: Abnormales PrP in den Mandeln eines Maultierhirsches

Die Diagnose erfolgt durch eine mikroskopische Untersuchung von Gewebeproben aus dem Gehirn, in denen die charakteristischen schwammartigen Veränderungen des Nervengewebes nachgewiesen werden können. Es existieren auch Routinetests auf der Basis eines ELISA, der auf Nerven- und Lymphgewebe basieren kann. Bei Maultier- und Weisswedelhirschen akkumuliert das Agens in den Retropharyngeallymphknoten, noch bevor es das Gehirn erreicht, so dass dieses Gewebe für einen Test am wichtigsten ist. Im Hirn eignet sich das hintere Ende des vierten Hirnventrikels am besten für den Erregernachweis. Neuere diagnostische Entwicklungen verwenden auch Speichelproben für Tests ante mortem.
Immunoassays sind bei erkrankten Tieren ausreichend sensitiv, um eine sichere Diagnose zu ermöglichen. Bei Fragestellungen mit höherer notwendiger Testsensitivität stehen Labormethoden zur Verfügung, die kleinere Prionmengen vervielfältigen.
Differentialdiagnostisch sollten Tollwut, Hirnabszesse, Meningitis, Enzephalitis, Mangelernährung, Peritonitis und Zahnprobleme in Betracht gezogen werden.
CWD ist sowohl in Nordamerika als auch in Europa eine meldepflichtige Tierseuche.

## Behandlung und Vorbeugung
Es existiert keine wirksame Behandlung der Chronic Wasting Disease. Betroffene Tiere müssen gekeult werden.
Die Vorbeugung geschieht in Gefangenschaft über entsprechendes Herdenmanagement, das vom kanadischen und US-amerikanischen Veterinäramt koordiniert wird, die für Hirschherden auch entsprechende Zertifikate vergeben.
Hierzu dürfen in den USA nur Tiere aus zertifizierten Herden eingebracht werden und alle Tiere, welche natürlich verstorben oder getötet worden sind, müssen auf CWD getestet werden. Zum Erreichen der höchsten Zertifikation benötigt eine Herde mindestens fünf Jahre. Nur zertifizierte Herden dürfen über die Grenzen von US-Bundesstaaten verbracht werden. Manche Staaten nehmen an dem Bundesprogramm nicht teil, während andere noch schärfere Regelungen anwenden.
In freier Wildbahn werden Strategien der Überwachung, des selektiven und nicht-selektiven Abschusses in Endemiegebieten, der Vermeidung der Ansammlung von Tieren an Köder- oder Futterstellen und der Unterbindung von Einbringung fremder Tiere in den Lebensraum praktiziert. Erfolgreiche Kontrollmaßnahmen sind möglich, jedoch nicht in allen Lebensräumen umsetzbar.

## Dekontamination
Das Agens ist in der Umwelt sehr stabil. Es wird auch durch die meisten ansonsten zur Desinfektion eingesetzten Mittel – einschließlich Alkohol, Formalin, Wasserstoffperoxid, Ethylenoxid, Chlordioxid, Kaliumpermanganat und phenolische Desinfektionsmittel – nicht unter allen Umständen inaktiviert. Überaus beständig zeigt es sich ebenso gegenüber Hitze wie UV- und ionisierender Strahlung; selbst nach 8 Stunden in kochendem Wasser kann es noch infektiös sein. Zu den wirksamen Dekontaminationstechniken für Oberflächen zählt die mehrstündige Einwirkung stark basischer Lösungen (NaOH in einer Konzentration von 1-2 mol/l) und solcher mit mindestens 2 % aktivem Chlor (z. B. Javelwasser).
Sichere Verfahren für die Dekontamination von Räumen, Gebäuden oder Freiflächen sind bisher nicht bekannt. Infizierte Kadaver sollten in einer dazu eingerichteten Anlage verbrannt werden.
In freier Wildbahn gestaltet sich die Kontrolle der CWD daher extrem schwierig. Entsprechende Programme benutzen ein ausgeprägtes Monitoring-und-Surveillance-System, Jagdverbote, Populationsverkleinerungen sowie Einfangen betroffener Tiere.

## Gefahr für den Menschen
Das Risiko für den Menschen scheint minimal zu sein. CWD ist seit mindestens 30 Jahren in Hirschpopulationen verbreitet, die regelmäßig bejagt werden. Trotzdem wurde bisher kein einziger Fall der Erkrankung beim Menschen diagnostiziert. Als Vorsichtsmaßnahmen werden empfohlen, in den Enzootiegebieten keine offensichtlich kranken Tiere zum Verzehr zu schießen, beim Ausweiden Latexhandschuhe zu tragen, Kontakt mit Nerven- und Lymphgewebe zu vermeiden, alle zum Zerlegen der Beute verwendeten Messer und anderen Geräte in 50 % Javelwasser zu desinfizieren und das Tier auf CWD testen zu lassen. Aus den Ergebnissen epidemiologischer Studien werden diese Sicherheitsmaßnahmen bestätigt.
2022 veröffentlichte eine Forschergruppe Berichte über ein Mausmodell, bei dem die Mäuse so verändert wurden, dass sie ein humanes Prionprotein aufwiesen. Die Mäuse erkrankten an einer atypischen Form einer Prionerkrankung, allerdings ohne die charakteristischen mikroskopisch feststellbaren Zeichen einer solchen im Gehirngewebe. Die Inokulation der Mäuse mit den CWD-Prionen erfolgte direkt ins Gehirngewebe. Die Forscher folgerten hieraus, dass CWD die Speziesbarriere zum Menschen überwinden könne. Ob dadurch eine klinisch relevante Erkrankung ausgelöst werde, bleibe aber offen. Eine weitere Studie von 2021 an einem Mausmodell mit humanem Prionprotein und direkter Einbringung des CWD-Prions ins Gehirn zeigte Prionerkrankungen der Mäuse mit charakteristischen Veränderungen im Hirngewebe. Eine Studie an einem Mausmodell mit menschlichem Prionprotein von 2005, welche CWD-Protein aus Elchen ausgesetzt wurden, konnte keine Erkrankung feststellen und geht somit von einer Speziesbarriere zum Menschen aus. Eine Studie, bei der versucht wurde, CWD-Prionen in menschlichen Organoiden, welche ein Modell für das zentrale Nervensystem des Menschen darstellen, zu vermehren, fand keine nennenswerte Vermehrung der CWD auslösenden Eiweiße. Die Forscher interpretierten ihre Ergebnisse in ihrer Veröffentlichung von 2024 dahingehend, dass eine hohe Speziesbarriere für CWD beim Menschen wahrscheinlich sei.
Hinweise auf eine mögliche Tier-Mensch-Übertragung berichtet ein Ärzte-Team der University of Texas im April 2024; zwei Jäger waren nach dem Verzehr von Hirschfleisch aus einer Population, bei der CWD vorkam, verstorben. Bei einem Patienten konnte man durch Obduktion die Creutzfeldt-Jakob-Krankheit diagnostizieren. Eine detaillierte Prionanalyse wurde nicht durchgeführt, sodass der Nachweis einer CWD-Übertragung nicht erbracht wurde. Die Forscher sprachen sich für weitere Forschungen und Überwachung aus.
Die CDC gab zum 17. April 2024 die Einschätzung ab, dass es keine Übertragbarkeit von CWD auf den Menschen gebe. Trotzdem empfiehlt die Behörde Hygienemaßnahmen für Jäger und Konsumenten, um eine potentielle Exposition mit CWD-Prionen zu vermeiden. Nach diesen sollte der Kontakt zu infizierten Tieren vermieden werden und kein Fleisch dieser Tiere verzehrt werden.